# FDJ (wielerploeg)/2011
Dit is een overzicht van de samenstelling van de FDJ-wielerploeg in 2011. FDJ was dit jaar een ProContinentaal team.

## Algemeen
Sponsor: La Française des Jeux
Algemeen manager: Marc Madiot
Ploegleiders: Thierry Bricaud, Martial Gayant, Yvon Madiot, Franck Pineau
Fietsmerk: Lapierre
Materiaal en banden: Shimano, Hutchison

## Renners
| Naam                | Geboortedatum | Nationaliteit | Ploeg 2010               |
| ------------------- | ------------- | ------------- | ------------------------ |
| Olivier Bonnaire    | 02-03-1983    | Frankrijk     |                          |
| William Bonnet      | 25-06-1982    | Frankrijk     | Bbox Bouygues Telecom    |
| Nacer Bouhanni      | 25-07-1990    | Frankrijk     |                          |
| Sandy Casar         | 02-02-1979    | Frankrijk     |                          |
| Steve Chainel       | 06-09-1983    | Frankrijk     | Bbox Bouygues Telecom    |
| Arnaud Courteille   | 13-03-1989    | Frankrijk     | Team U Nantes Atlantique |
| Mickaël Delage      | 06-08-1985    | Frankrijk     | Omega Pharma-Lotto       |
| Pierrick Fédrigo    | 30-11-1978    | Frankrijk     | Bbox Bouygues Telecom    |
| Arnaud Gérard       | 06-10-1984    | Frankrijk     |                          |
| Anthony Geslin      | 09-06-1980    | Frankrijk     |                          |
| Frédéric Guesdon    | 14-10-1971    | Frankrijk     |                          |
| Jawhen Hoetarovitsj | 29-11-1983    | Wit-Rusland   |                          |
| Arnold Jeannesson   | 16-01-1986    | Frankrijk     | Caisse d'Epargne         |
| Matthieu Ladagnous  | 12-12-1984    | Frankrijk     |                          |
| Gianni Meersman     | 05-12-1985    | België        |                          |
| Francis Mourey      | 08-12-1980    | Frankrijk     |                          |
| Yoann Offredo       | 12-11-1986    | Frankrijk     |                          |
| Rémi Pauriol        | 04-04-1982    | Frankrijk     | Cofidis                  |
| Cédric Pineau       | 08-05-1985    | Frankrijk     | Roubaix-Dalkia           |
| Thibaut Pinot       | 29-05-1990    | Frankrijk     |                          |
| Dominique Rollin    | 29-10-1990    | Canada        | Cervélo Test Team        |
| Anthony Roux        | 18-04-1987    | Frankrijk     |                          |
| Jérémy Roy          | 22-06-1983    | Frankrijk     |                          |
| Geoffrey Soupe      | 22-03-1988    | Frankrijk     | CC Etupes Le Doubs       |
| Wesley Sulzberger   | 20-10-1986    | Australië     |                          |
| Benoît Vaugrenard   | 05-01-1982    | Frankrijk     |                          |
| Arthur Vichot       | 26-11-1988    | Frankrijk     |                          |

## Belangrijke overwinningen
| Ronde van Gabon 1e etappe: Geoffrey Soupe 3e etappe: Nacer Bouhanni GP La Marseillaise Winnaar: Jérémy Roy Boucles du Sud Ardèche Winnaar: Arthur Vichot Ronde van de Sarthe 4e etappe: Anthony Roux Eindklassement: Anthony Roux Parijs-Camembert Winnaar: Sandy Casar Omloop van Lotharingen 1e etappe: Anthony Roux 4e etappe: Anthony Roux Eindklassement: Anthony Roux | Ronde van Wallonië 1e etappe: Matthieu Ladagnous Ronde van de Elzas 1e etappe: Geoffrey Soupe Eindklassement: Thibaut Pinot Ronde van de Ain 2e etappe: Thibaut Pinot 4e etappe: Thibaut Pinot Coppa Bernocchi Winnaar: Jawhen Hoetarovitsj Trittico Lombardo Klassement: Jawhen Hoetarovitsj Ronde van de Limousin 3e etappe: Matthieu Ladagnous 4e etappe: Matthieu Ladagnous | Ronde van Poitou-Charentes 2e etappe: Jawhen Hoetarovitsj Wielerweek van Lombardije 1e etappe: Thibaut Pinot Eindklassement: Thibaut Pinot Ronde van de Doubs Winnaar: Arthur Vichot Ronde van de Somme Winnaar: Anthony Roux Nationale Sluitingsprijs Winnaar: Jawhen Hoetarovitsj |

1997 · 1998 · 1999 · 2000 · 2001 · 2002 · 2003 · 2004 · 2005 · 2006 · 2007 · 2008 · 2009 · 2010 · 2011 · 2012 · 2013 · 2014 · 2015 · 2016 · 2017 · 2018 · 2019 · 2020 · 2021 · 2022 · 2023 · 2024 · 2025